# Jadwiga Jahołkowska
Jadwiga Jahołkowska (ur. w 1864 r., zm. 16 października 1931 w Warszawie) – działaczka oświatowa.

## Życiorys
Zaangażowała się w szerzenie oświaty na prowincji. Członkini Kobiecego Koła Oświaty Ludowej. Współorganizatorka Związku Nauczycieli Ludowych. W 1905 r. wykładała literaturę i język polski w żeńskiej szkole J. Siemiradzkiej, ale odeszła z pracy rozczarowana wygaśnięciem w tej szkole strajku w roku 1905. W latach 1915–1931 wykładała na Kursach dla Dorosłych w Warszawie. J. działała głównie z sekcji bibliotecznej, zajmowała się rozdawaniem i wypożyczaniem książek na wsi. Na tajnym zjeździe PZL w Jaktorowie w 1904 roku została, jako jedyna kobieta, wybrana do Komitetu Głównego PZL. Uczestniczyła też w zjeździe w Pilaszkowie 1905 roku, w tzw. Sejmie Nauczycielskim. Po rozbiciu PZL trafiła na emigrację do Brazylii. Zmarła w Warszawie. Pochowana na cmentarzu Powązkowskim (Kwatera 251; Rząd 6; Miejsce 6).